# Cobbenrode
Cobbenrode ist ein Ortsteil der Gemeinde Eslohe im nordrhein-westfälischen Hochsauerlandkreis, Deutschland. Die Ortschaft war bis Ende 1974 eine eigenständige Gemeinde im Amt Eslohe. Ende 2024 hatte Cobbenrode 1262 Einwohner.

## Geographie

### Lage

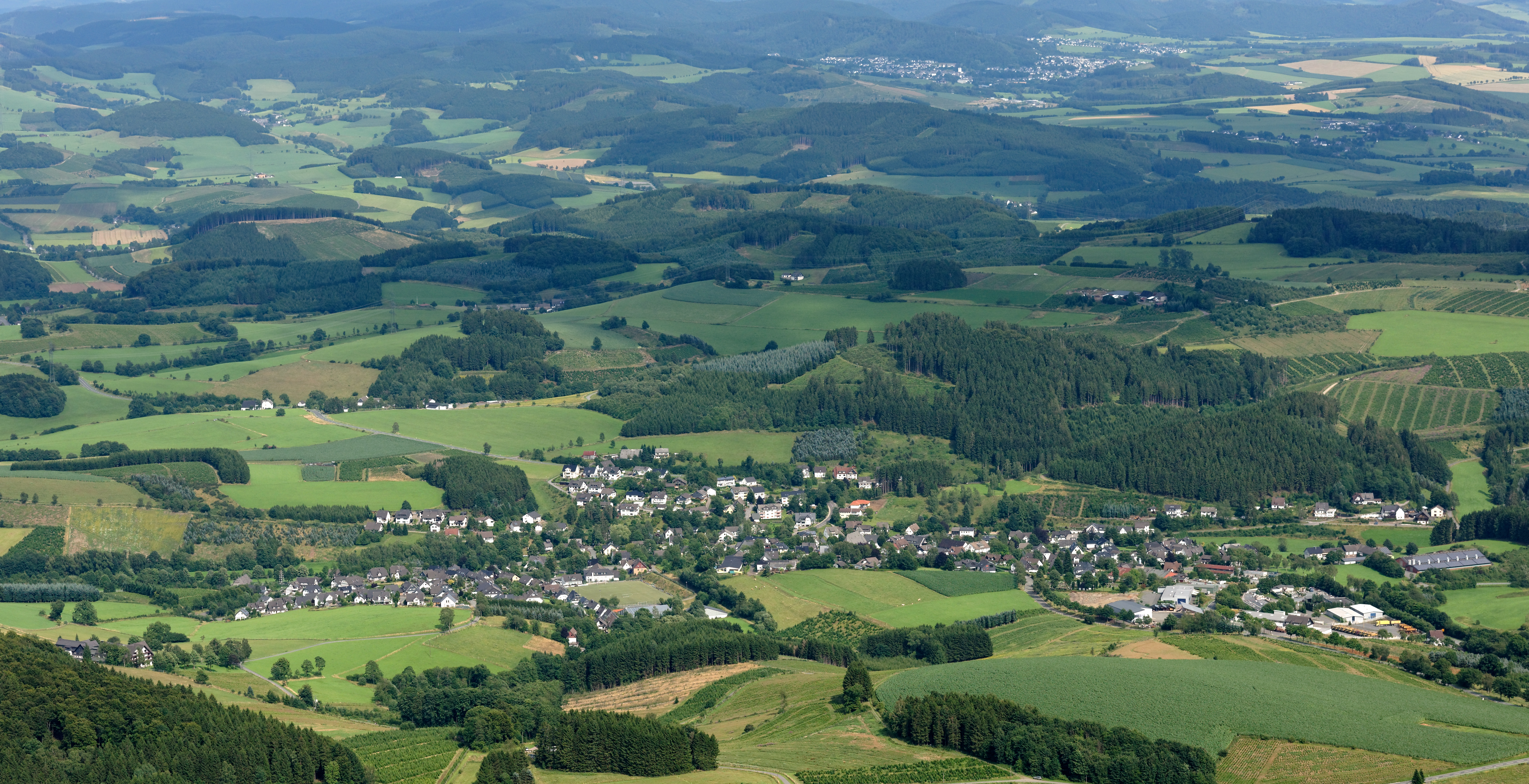
Luftaufnahme

Cobbenrode liegt etwa 7 km südlich von Eslohe im Naturpark Sauerland-Rothaargebirge. Durch die Ortschaft führt die Bundesstraße 55 und fließt der Esselbach, der von Süden kommend in nördliche Richtungen fließt und bei Eslohe in die Salwey mündet. In unmittelbarer Nähe der Ortschaft erheben sich unter anderem der Stertberg (515,9 m) im Nordwesten, der Herselberg (518,7 m) im Westen, der Hülsenberg (482,0 m) im Südwesten und der Henninger Berg (481,4 m) im Osten. Höchste Erhebung ist der Hülsenberg nördlich von Obermarpe mit einer Höhe von 573 m. Der tiefste Punkt liegt am Esselbach auf einer Höhe von etwa 375 m ü. NN.
Zum Ortsteil gehören neben Cobbenrode mit einer Einwohnerzahl von 970 Einwohnern noch die Ortschaften und Wohnstätten Henninghausen (20 Einwohner), Obermarpe (35 Einwohner), Niederlandenbeck (79 Einwohner), Oberlandenbeck (74 Einwohner), Glamke/Leckmart/Schwartmecke (58 Einwohner), Hengslade (15 Einwohner), Stertberg und Herscheid. Die wenigen Einwohner der Weiler Stertberg und Herscheid sind in den Einwohnerzahlen von Cobbenrode enthalten.

### Nachbarorte
Nachbarortschaften sind im Norden Eslohe, im Osten Menkhausen, im Südosten Arpe und Kückelheim, im Süden Bracht, im Südwesten Oedingen und im Westen Serkenrode.

## Geschichte

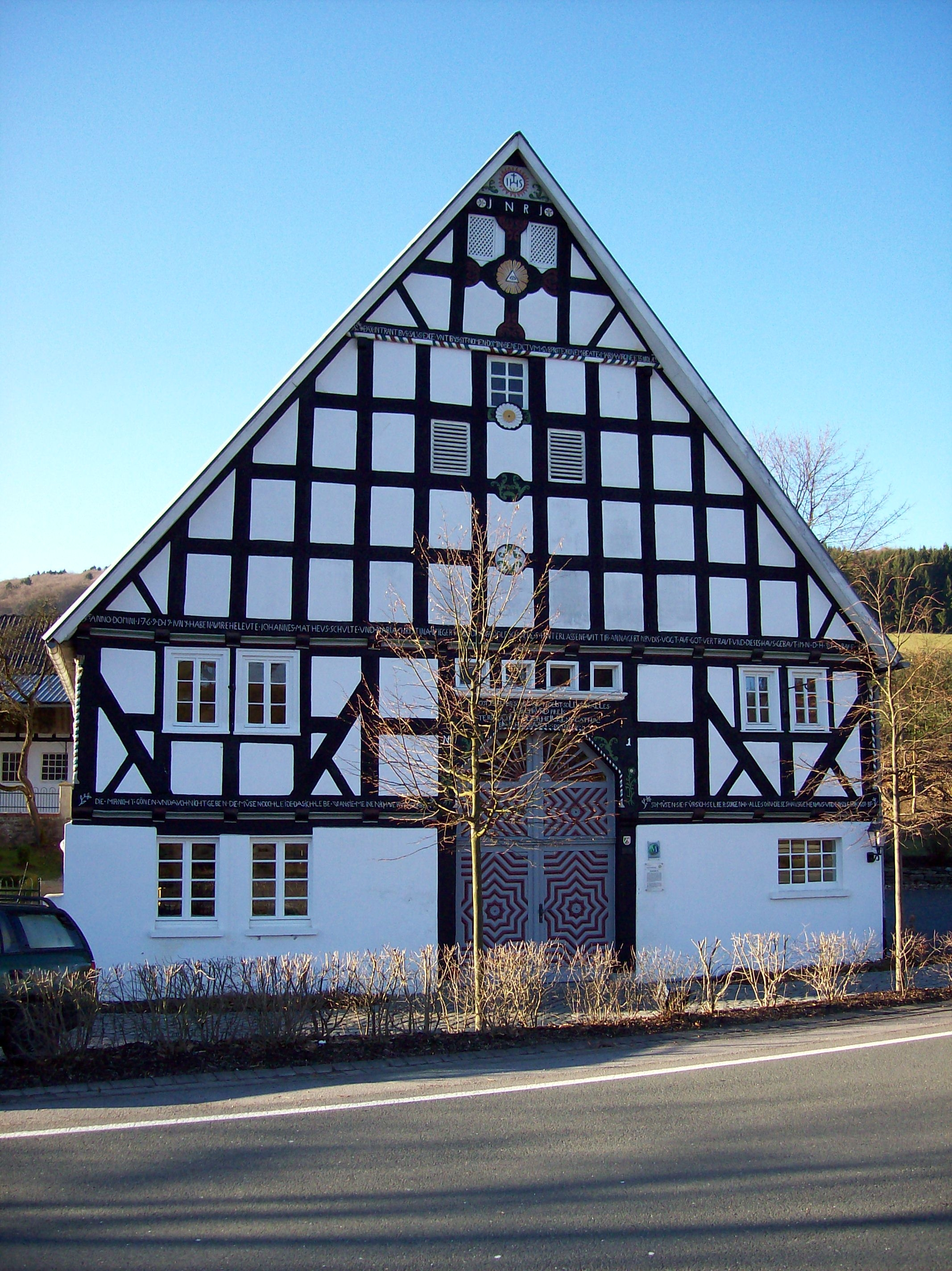
Stertschultenhof

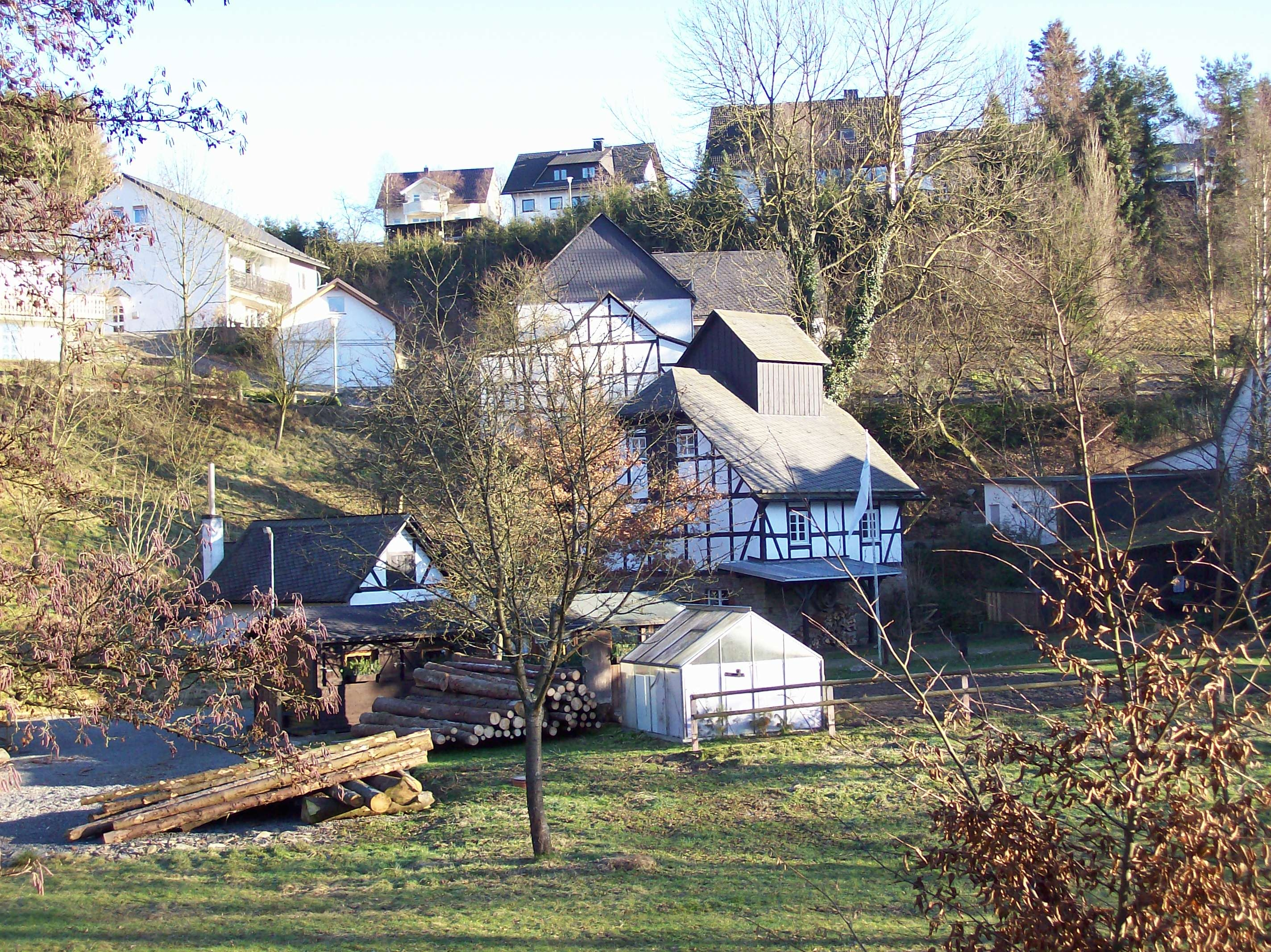
Alte Mühle

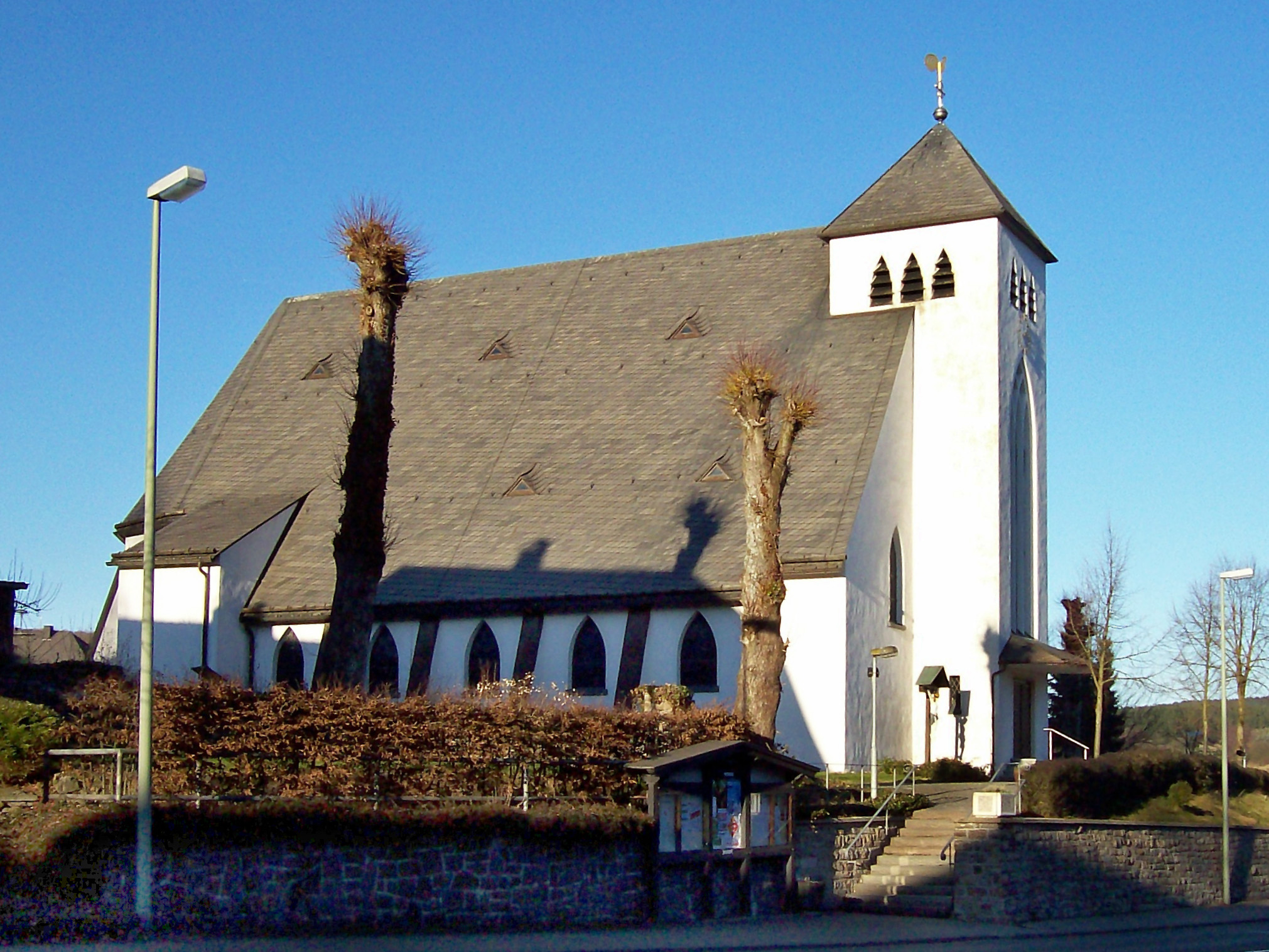
Pfarrkirche St. Nikolaus

In Cobbenrode gab es bereits um 1300 eine Kirche. Ein Dokument vom 1. April 1366 bestätigt, dass Gottfried von Cobbenrode, von der Kirche in Cobbenrode, zur Pfarrkirche nach Wormbach wechselte.
Frühe Anhaltspunkte über die Größe des Ortes ergeben sich aus einem Schatzungsregister (diente der Erhebung von Steuern) für das Jahr 1543. Demnach gab es in Kobbenröde 4 Schatzungspflichtige (Johann Klocke, Johann Rhait, Henrich Meister und Cracht Bornemann); die Zahl dürfte mit den damals vorhandenen Höfen bzw. Häusern übereingestimmt haben.
Es gab in Cobbenrode ein castrum cobbenradensis (Rittergut), das ursprünglich der ritterlichen Familie von Cobbenrode gehörte. Nach deren Aussterben gelangte es über die von Schade an die Familie Esleben bzw. Esselen. Das Lehen wurde ihnen jedoch vom Eigentümer Graf von Hatzfeld wegen Misswirtschaft entzogen und 1657 an Johann Friedrich von Bischopinck zu Niedermarpe, nachmalig Freiherr zu Cobbenrode aus der Münsteraner Erbmännerfamilie übertragen. Das Rittergut wurde durch die Familie von Bischopink zu Cobbenrode allodifiziert, also in echtes Eigentum umgewandelt und gelangte durch Heirat an Familie Habbel gt. Chevalier. Das Schloss existiert nicht mehr. Erhalten ist nur die unten erwähnte Mühle.
Die Gemeinde Cobbenrode war bis zur kommunalen Neugliederung durch § 11 Sauerland/Paderborn-Gesetz im Rahmen des Amtes Eslohe selbstständig. Seit dem 1. Januar 1975 ist Cobbenrode ein Ortsteil der neuen Gemeinde Eslohe.
Seit August 2023 ist Cobbenrode staatlich anerkannter Luftkurort.

## Politik

### Wappen
Blasonierung:
In Gold zwei schwarze Schrägbalken.
Beschreibung:
Das Wappen ist vom Siegel des adligen Geschlechts von Cobbenrode abgeleitet. Die amtliche Genehmigung erfolgte am 9. Januar 1967.

## Kultur und Sehenswürdigkeiten
Der Stertschultenhof ist ein 1769 in Sauerländer Fachwerkausführung erbautes niederdeutsches Hallenhaus. Aufwändig restauriert, dient das Gebäude heute als öffentliche Begegnungsstätte und als Archiv für plattdeutsche Mundart des Sauerländer Heimatbundes. Ferner beherbergt es eine Ausstellungsfläche des Naturparks Sauerland-Rothaargebirge.
Die Alte Mühle am Mühlenteich stammt aus dem 17./18. Jahrhundert. Sie ist heute eine Außenstelle des Maschinen- und Heimatmuseums Eslohe.
Die Pfarrkirche St. Nikolaus wurde 1931 auf den Fundamenten früherer Kirchenbauten errichtet.